# Vellamo

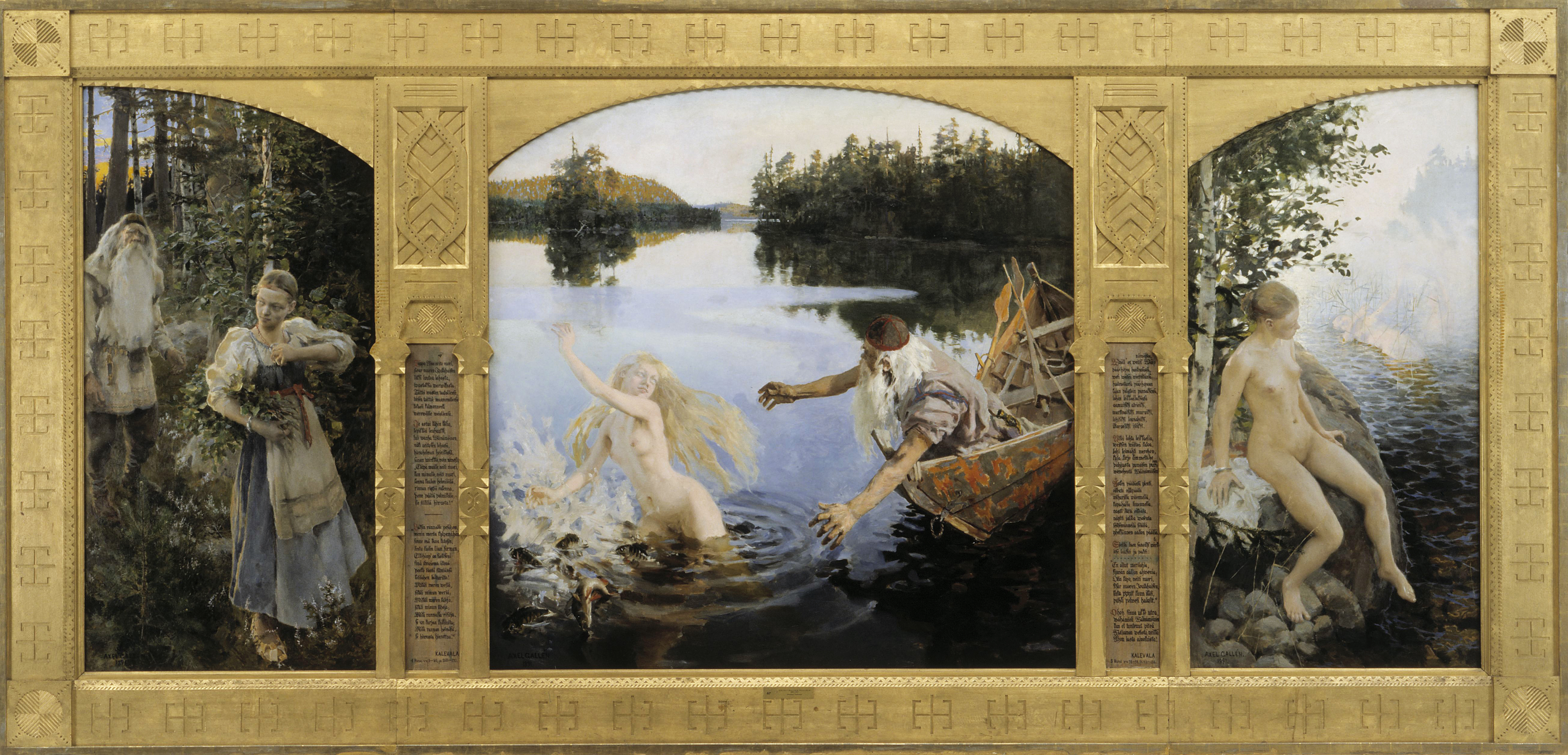
Výjev z Kalevaly

Vellamo je ve finské mytologii manželka boha moře Ahtiho, s nímž bydlí v paláci v podmořské říši Ahtole.

Vellamo je též název finského výrobce minerálních vod sídlícího ve městě Viikinäinen.